# ایستگاه قطار شهری هفت تیر
ایستگاه قطار شهری هفت تیر هفتمین ایستگاه‌ خط ۱ قطار شهری مشهد است که در بلوار وکیل آباد، ابتدای بلوار هفت تیر قرار دارد.
از این ایستگاه ۷ خط اتوبوس‌رانی مشهد و حومه می‌گذرد.